# Radu I
Radu I (n. 1330 – d. 1383), domn al Țării Românești între ca. 1377 - ca. 1383, este fiul lui Nicolae Alexandru, frate și succesor al lui Vladislav I, identificat de unii istorici cu legendarul Radu Negru, voievod mitic al începuturilor statului medieval Țara Românească, fondator al instituțiilor acestui stat și prim legiuitor. Discuția despre Radu I rămâne deschisă căci, pe baza argumentelor de ordin istoric, nu se pot formula concluzii clare.

## Biografie

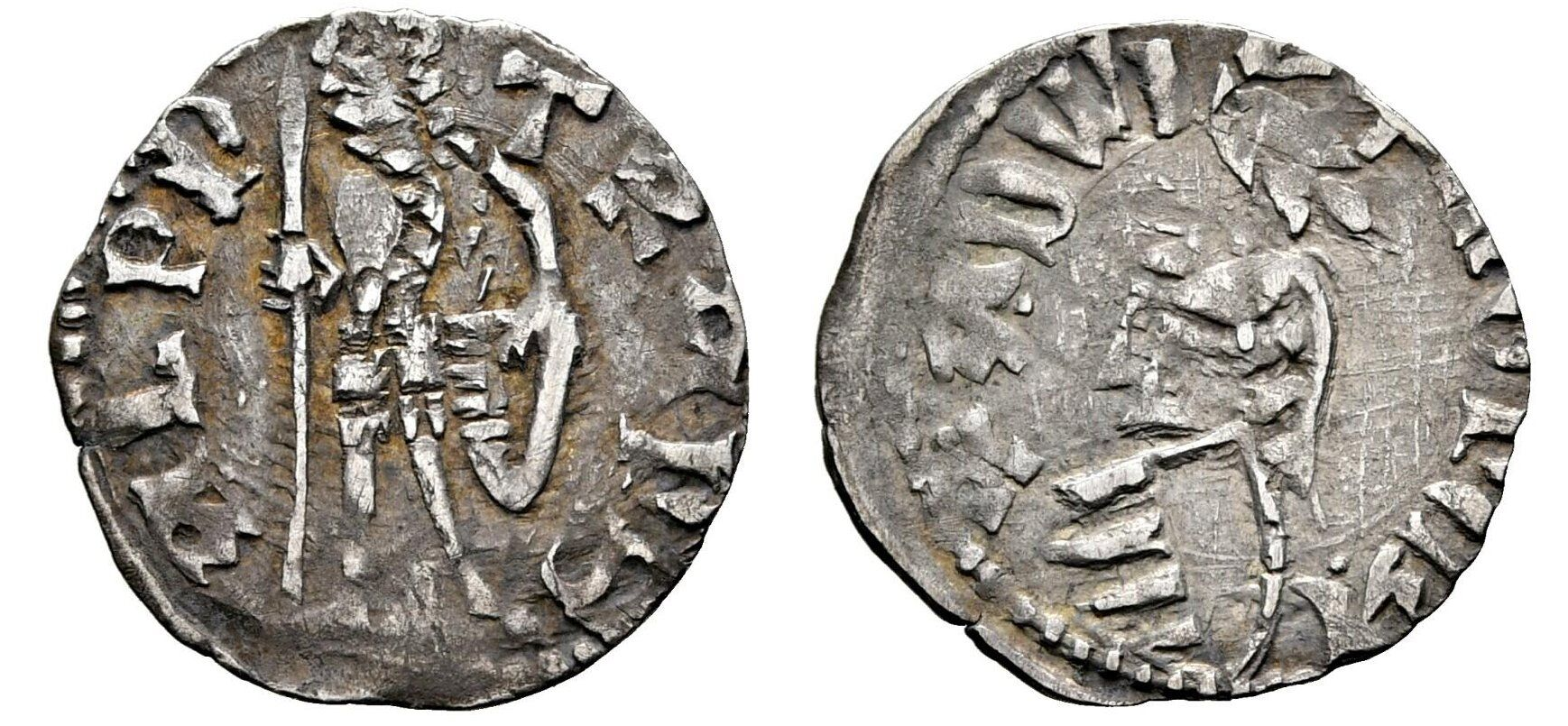
Dinar emis de Radu I

Asociat la tron probabil începând din 1372, conform părerii unor istorici, Radu I își începe domnia ca singur stăpânitor după 9 iulie 1374 când avem ultima mențiune documentară despre fratele său ca fiind în viață. Din nefericire nu s-au păstrat documente interne care să ateste domnia sa, însă există câteva referiri externe, în principal acte ale Regatului Maghiar și o cronică italiană contemporană, precum și o pisanie târzie, o inscripție pe zidurile Bisericii Domnești de la Curtea de Argeș și o importantă cantitate de monede (ducați, dinari și bani) emise de voievod.
Relațiile cu regalitatea maghiară sunt în continuare încordate, ajungându-se la conflicte armate. Detaliile acestor lupte ne sunt neclare. O cronică italiană „Cronaca Carrarese“ povestește despre o expediție a regelui maghiar Ludovic cel Mare în perioada 5 iulie - 14 august 1377 cu intenția de a supune pe un Radano principe di Bulgaria infedele (în italiană), identificat cu siguranță cu Radu I. Aceste relații tensionate ce au precedat lupta sunt confirmate de socotelile Republicii Venețiene unde, în dreptul aceluiași an, figurează o comandă destul de mare de armuri complete din partea voievodului valah. Aceste armuri aveau să le poarte acea „armadura da cavali”, 10.000 la număr (cifră desigur puțin exagerată), care sunt înfrânți în lupta cu regele maghiar, așa cum reiese din cronica italiană mai sus spusă.
Este greu de spus dacă oștile voievodului valah au fost chiar înfrânte, căci din actele interne ale regatului maghiar ce au fost emise în perioada imediat următoare rezultă că Ludovic de Anjou are în continuare intenția de a supune pe infidelul voievod. Astfel, la 19 noiembrie, același an, regele promite negustorilor sași din Brașov că „[...] dacă, așa cum speră, Țara Românească va ajunge în mâinile sale [...]” va micșora taxele vamale. Ba din contră, într-un ordin dat castelanului de Orșova în 1382, prin care i se poruncea să nu lase nici un negustor străin să intre cu mărfuri în Țara Românească și să aibă grijă „zi și noapte” la graniță raportând tot ce se petrecea, surprinzător, nu apare menționat nici un ban unguresc al Severinului, iar Orșova apare ca punct de graniță, ceea ce ar induce aproape fără dubii ideea că partea de răsărit a banatului, în urma luptelor, fusese anexată de voievodul muntean Radu I.
Poate de acest lucru este legată denumirea ciudată pe care o poartă voievodul valah în biografia lui Sigismund de Luxemburg în care, vorbindu-se de Vlad Dracul, se spunea că era fiul lui „Merzeweydan” (Mircea) și nepotul lui Pankraz der Weise („Pankraz cel Înțelept”). Numele de Pankraz (Pancratius) poate fi explicat prin denaturarea denumirii de Radu Ban (ban de Severin, titlu luat după anexarea teritoriului), iar cât despre înțelepciunea sa, negura veacurilor nu a lăsat să se întrevadă motivele care au adus admirația celor din timpul său. Oricum, voievodul muntean, într-un alt document maghiar, de data asta contemporan cu evenimentele din 1377, poartă numele de „Godon”, denumire la fel de curioasă și la fel de greu de explicat.
Un eveniment important legat de domnia lui Radu I îl reprezintă aducerea moaștelor sfintei mucenice Filofteia, de la Tărnovo (Țaratul Bulgar, la Argeș fapt petrecut în preajma anului 1384 [un an după moartea sa?!], când scena este imortalizată pe pereții bisericii domnești de la Curtea de Argeș, căreia i-au fost lăsate în grijă și a cărui ctitor era voievodul, alături de fratele și părintele său. De altfel activitatea de ctitor de lăcașuri de cult îl situează printre cei mai activi domni ai Țării Românești, în timpul domniei sale construindu-se, printre altele mai mărunte, importantele mănăstiri Tismana, Cozia și Cotmeana. Tot în timpul domniei lui Radu I se înființează cele două episcopii ortodoxe de la Severin (ca. 1380) și cea de la Argeș (9 mai 1381).
Un aspect interesant privitor la Radu I îl reprezintă includerea intre titlurile sale pe acela de stăpânitor al țaratului de Vidin. La baza acestei teorii ar sta o inscripție ilizibilă de pe zidurile bisericii domnești de la Curtea de Argeș, în care unii cercetători au identificat titulatura voievodală „domn singur stăpânitor al Ungrovlahiei, al Vidinului și al oblastiei Vidinului”. Într-adevăr, relațiile erau încordate între domnitorii munteni Vladislav I, Radu I și țarul bulgar de la Târnovo Ioan Șișman datorită sprijinului acordat de aceștia vărului si cumnatului lor Ioan Strațimir țarul de la Vidin, căruia sora lor, Ana îi era soție. Ivan Srațimir era în același timp fiul Teodorei Basarab, sora voievodului Nicolae Alexandru și, deci, cei trei conducători erau veri primari. Șișman și Srațimir erau ambii fii ai țarului Ivan Alexandru, dar din căsătorii diferite și se aflau în conflict pentru moștenirea părintelui lor. Vladislav I este cel care a eliberat în 1369 Vidinul intrat sub stăpânire ungară în 1365, cedându-l ulterior stăpânului firesc Ioan Srațimir. Este posibil ca Radu I sa fi adăugat acest titlu în virtutea sprijinului pe care a continuat să îl ofere lui Srațimir. 
De asemenea, sunt de notat relațiile cordiale dintre cei doi frați voievozi munteni și despotul Dobrotiță al Dobrogei, care la rândul său se emancipase de sub autoritatea țarilor din Tărnovo.
Momentul morții voievodului este necunoscut, la fel ca și mormântul său. În urma săpăturilor efectuate în anul 1920 în necropola voievodală din incinta bisericii domnești de la Curtea de Argeș, a fost descoperit un bogat mormânt de sfârșit de secol al XIV-lea presupus a fi al lui Radu I. Costumația defunctului, accesoriile vestimentare și bijuteriile îl arată pe posesor ca pe un puternic principe feudal, curtea munteană devenind în acei ani una pe măsura unui monarh european.